# Мойково
Мойково (пол. Mojkowo, нім. Möskenberg) — село в Польщі, у гміні Ґроново-Ельблонзьке Ельблонзького повіту Вармінсько-Мазурського воєводства.
Населення — 41 особа (2011).
У 1975-1998 роках село належало до Ельблонзького воєводства.

## Демографія
Демографічна структура станом на 31 березня 2011 року:
|          | Загалом | Допрацездатний вік | Працездатний вік | Постпрацездатний вік |
| -------- | ------- | ------------------ | ---------------- | -------------------- |
| Чоловіки | 19      | 2                  | 14               | 3                    |
| Жінки    | 22      | 2                  | 13               | 7                    |
| Разом    | 41      | 4                  | 27               | 10                   |